# Myziane Maolida
Myziane Maolida (ur. 14 lutego 1999 w Paryżu) – francuski piłkarz, występujący na pozycji napastnika w niemieckim klubie Hertha BSC.

## Kariera klubowa

### Lyon
Wychowanek akademii Olympique Lyon. W Ligue 1 zadebiutował 5 sierpnia 2017 r. w wygranym 4-0 meczu ze Strasburgiem. Na boisku pojawił się w 76 minucie zastępując Mariano Diaza. Pierwszą bramkę dla klubu zdobył 23 listopada 2017 r. w wygranym 4-0 spotkaniu przeciwko Apollonowi Limassol w Lidze Europy. Trzy dni później trafił po raz pierwszy do bramki w ramach rozgrywek Ligue 1 w zakończonym 5-0 zwycięstwem nad OGC Nice.

### Nice
W sierpniu 2018 roku, Maolida podpisał pięcioletni kontrakt z innym klubem francuskiej Ligue 1 – OGC Nice. Zawarto w nim klauzulę odstępnego w wysokości około 100 mln Euro. Lyon otrzymał za ten transfer 10 milionów Euro plus 30% od przyszłych zysków transferowych.

## Międzynarodowa kariera
Rodzice urodzonego we Francji zawodnika pochodzą z Komorów. Maolida wybrał reprezentowanie Francji w kategoriach młodzieżowych.